# Carranglan
Carranglan (Bayan ng Carranglan) är en kommun i Filippinerna. Kommunen ligger på ön Luzon, och tillhör provinsen Nueva Ecija. Folkmängden uppgår till 31 720 invånare.

## Barangayer
Carranglan är indelat i 17 barangayer.
| - R.A.Padilla (Baluarte) - Bantug - Bunga - Burgos - Capintalan - Joson (Digidig) - General Luna - Minuli - Piut | - Puncan - Putlan - Salazar - San Agustin - T. L. Padilla Pob. (Bgy. I) - F. C. Otic Pob. (Bgy. II) - D. L. Maglanoc Pob. (Bgy.III) - G. S. Rosario Pob. (Bgy. IV) |